# 1978年西班牙聖卡羅迪拉丙烯槽車爆炸事故
西班牙聖卡羅迪拉丙烯槽車爆炸，是1978年7月11日發生在西班牙加泰羅尼亞塔拉戈纳省阿尔卡纳尔聖卡羅迪拉休閒露營區，一台裝載丙烯的化學槽車所引發的爆炸事故，受害者共計583人，其中217人死亡。

## 經過
出事的槽車當天裝載23.5噸的液態丙烯，從煉油廠出發，於當地時間14點35分，行經N-340巴塞羅那加斯的高速公路159公里處，與露營地平齊的聖卡羅迪拉休閒露營區附近道路時，因夏季炎熱的氣溫和超載的丙烯氣體增加了油箱內的壓力，該槽車沒有裝載排出多餘積壓安全閥，氣體洩漏，並導致備用輪胎飛揚，槽車在100米後的路中間爆炸，而丙烯氣體散發出白雲，如雨點般落下，卡車一分為二，油箱的車頭和前部繼續沿著道路行駛，而後部則被向後推進，擊中了距離最初爆炸200米的一家餐館。
丙烯氣體向營地蔓延，幾乎整個露營區，都在爆炸燃燒範圍內，當時露營區約有近千人。推測包含槽車駕駛員在內，至少有150人在爆發當時，因氣爆所產生的溫度高達2,000°C火球，而立即死亡，露營地旁邊有12座鄉間別墅和一家夜總會，而位於營地中間的一棟建築起到了屏障的作用，阻止了爆炸蔓延到整個區域。
官方公佈的死亡人數為215人，但發現的屍體數為217人，若加上官方公佈死亡數字時為重傷，另有118人全身80%、90%遭受二度和三度燒傷，幾天后在瓦倫西亞、塔拉戈納和巴塞羅那的醫院死亡，推測死亡人數到達270以上，死者當中除4名西班牙人外，多數受害者是德國或法國國民，比利時和英國遊客也遇難，這場災難在整個歐洲都受到密切關注，數以千計來自其他國家的電話淹沒了與營地相連的醫院、酒店、領事館和其他組織的總機。
事件發生後，幾個月來，一個西班牙專家團隊一直在努力辨認屍體。悲劇發生時，露營地沒有記錄客人的情況。必需根據露營地所有者的非常好的記憶創建第一個失踪人員名單。
大多數屍體都處於無法辨認的狀態，現場的第一組救援隊，緊張又急於辨認屍體，不小心將一個西瓜和一個火腿標記為人類遺骸，第一個小組提供援助，但破壞了識別受害者的過程，屍體被並排放置，沒有記錄他們是在哪裡被發現的，該小組從車內取出屍體，而沒有記下他們所在的車輛，從大海和海灘收集燒焦的屍體。根據目擊者的說法，著火的人往海水逃離，而海水開始沸騰，結果證明逃往海水是一個錯誤的決定，過程中現場的丁烷鋼瓶和汽車，也多次發生二次爆炸。
牙齒遺骸有助於識別屍體。通過觀察受害者的牙齒，專家們能夠確定他們的大致年齡和他們的面部特徵。然後將這些信息與失踪人員的牙科記錄相匹配。但在從未看過牙醫的兒童是最難識別的。
1978年1月，六人在塔拉戈納省法院受審，受害者在1978年收到了25億比塞塔(考慮到通貨膨脹，約為1.06億歐元），撤回了他們的個人訴訟。加滿卡車的Enpetrol工廠的兩個人，因魯莽過失被判處一年徒刑。來自擁有Enpetrol的Cisternas Reunidas的四人被法院宣告無罪。被傳為證人但未被起訴的Enpetrol高級官員甚至沒有在審判中作證。
這場悲劇導致運輸危險貨物的安全法規發生變化。它還導致了新的道路交通計劃、更嚴格的司機規則、新的裝卸貨物規範、氣罐檢查計劃，以及在某些情況下禁止運輸危險材料的周末禁令。
事後調查發現了包括車體過載在內的許多問題，現在的西班牙國家石油公司前身Repsol公司，以及槽車的Cisternas Reunidas公司，合起來大約支付了相當於1323萬歐元的賠償金。